# Apostolischer Nuntius in Australien

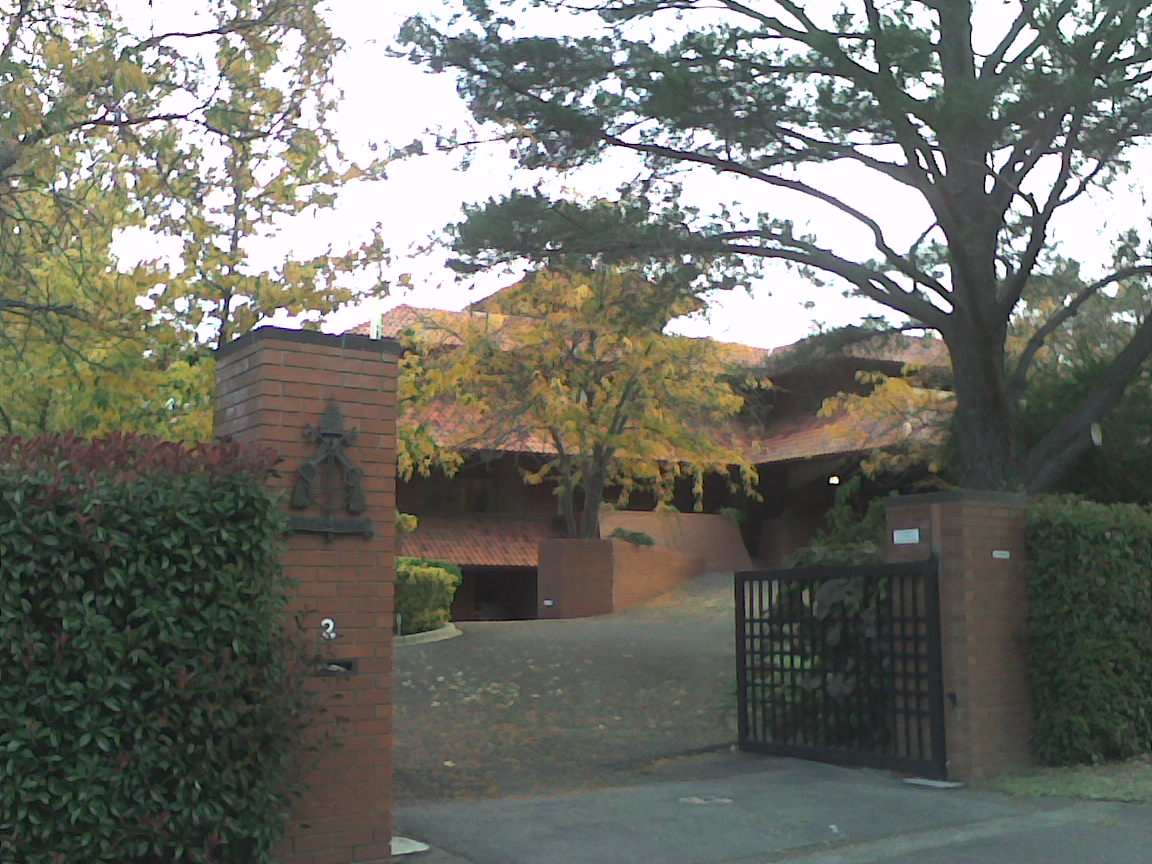
Apostolische Nuntiatur in Australien

Der Apostolische Nuntius in Australien ist der ständige Vertreter des Heiligen Stuhles (also des Papstes als Völkerrechtssubjekt) bei der Regierung Australiens. Der Sitz der Nuntiatur ist Canberra.

## Geschichte
Die Vertretung wurde von Papst Pius X. am 15. April 1915 zunächst als Apostolische Delegation errichtet und 1973 zur Apostolischen Nuntiatur erhoben.

## Verzeichnis der Apostolischen Delegaten in Australien seit 1914
- Bonaventura Cerretti (1914–1917)
- Bartolomeo Cattaneo (1917–1933)
- Filippo Bernardini (1933–1935)
- Giovanni Panico (1935–1948)
- Paolo Marella (1948–1953)
- Romolo Carboni (1953–1959)
- Maximilien de Fürstenberg (1959–1962)
- Domenico Enrici (1962–1969)

## Verzeichnis der Nuntien in Australien
- Gino Paro (1969–1978)
- Luigi Barbarito (1978–1986)
- Franco Brambilla (1986–1998)
- Francesco Canalini (1998–2004)
- Ambrose De Paoli (2004–2007)
- Giuseppe Lazzarotto (2007–2012)
- Paul Gallagher (2012–2014)
- Adolfo Tito Yllana (2015–2021)
- Charles Daniel Balvo (seit 2022)